# Réuniongans
De Réuniongans (Alopochen kervazoi) is een uitgestorven, eendachtige vogel uit de familie Anatidae (zwanen, ganzen en eenden) van Réunion. Het was een nauwe verwant van de nijlgans (Alopochen aegyptiaca) en was ook ongeveer even groot. Er is één beschrijving van de Réuniongans, door Sieur Dubois in 1674. Hij schrijft dat ze lijken op de Europese ganzen, maar dat ze kleiner zijn en rode poten en een rode snavel hebben. Verder is de soort alleen bekend van subfossiele botten en korte verslagen.

## Uitsterving
Watervogels waren overbejaagd op Réunion. In 1667 klaagde François Martin al over onhoudbare jacht. De laatste waarneming van de soort was in een lijst van de la Merveille uit 1709. Maar omdat Jean Feuilley in 1705 geen watervogels had opgenomen in zijn catalogus van dieren van Réunion, lijkt het erop dat de la Merveille zijn waarneming had gebaseerd op verouderde geruchten. Dus is de laatste waarneming van de soort de waarneming van Père Bernardin in 1687. Waarschijnlijk is de soort uitgestorven tussen 1690 en 1700.